# Johan Fredrik Odencrantz
Johan Fredrik Odencrantz, född 29 oktober 1814 på Vårdsberg i Östergötland, död 24 januari 1886 i Linköping, var en svensk militär och tecknare.

## Biografi
Johan Fredrik Odencrantz var son till häradshövdingen Johan Fredrik Odencrantz och Lovisa Amalia Wallenstråle samt från 1843 gift med Carolina Vilhelmina Aurora Wolffelt. Han blev löjtnant vid Jämtlands hästjägarkår 1837 och förflyttades 1840 till Första livgrenadjärregementet. Han tog avsked 1848. Odencrantz var vid sidan av sin militära karriär verksam som tecknare och är representerad vid Norrköpings konstmuseum med tuschteckningen Herkules och Diomedes.  